# Zamek w Kłajpedzie
Zamek w Kłajpedzie – murowany zamek wzniesiony przez zakon krzyżacki w XV wieku, w miejscu wcześniejszej drewnianej fortyfikacji.

## Warownia drewniana
Drewniana warownia w miejscu późniejszego zamku pojawiła się po raz pierwszy w źródłach pisanych w 1252 roku, gdy reprezentant wielkiego mistrza krzyżackiego, wielki komtur Eberhard von Sayn, porozumiał się z biskupem kurlandzkim Heinrichem z Lützelburga w sprawie budowy nowego zamku. W tym samym roku powstał pierwszy drewniany zamek. W 1379 roku drewniany zamek został zdobyty przez Żmudzinów i Litwinów.

## Zamek murowany
W 1393 roku Krzyżacy rozpoczęli budowę wieży, która jednak została zniszczona podczas kolejnego najazdu Litwinów w tym samym roku. Rozbudowę jednak podjęto na nowo około 1408 roku i zintensyfikowano po 1417 roku budując założenie o planie regularnym. W XV wieku zamek przystosowano do użycia broni palnej. W latach 1529–1559 wokół zamku zbudowano bastiony, z których można było prowadzić ostrzał artyleryjski. W czasie wojny polsko-szwedzkiej, w 1629 roku zamek zdobyły wojska szwedzkie. W czasie wojny siedmioletniej, w 1757 roku zamek został uszkodzony w wyniku oblężenia rosyjskiego. Pod koniec XVIII wieku zamek stracił swoje znaczenie strategiczne i popadł w ruinę. W wyniku tego do 1874 roku został prawie całkowicie rozebrany przez władze pruskie.

W 1968 roku na zamku prowadzono prace archeologiczne, które prowadzono także w 1975 roku. W 2002 roku pod jednym z bastionów otwarto muzeum.

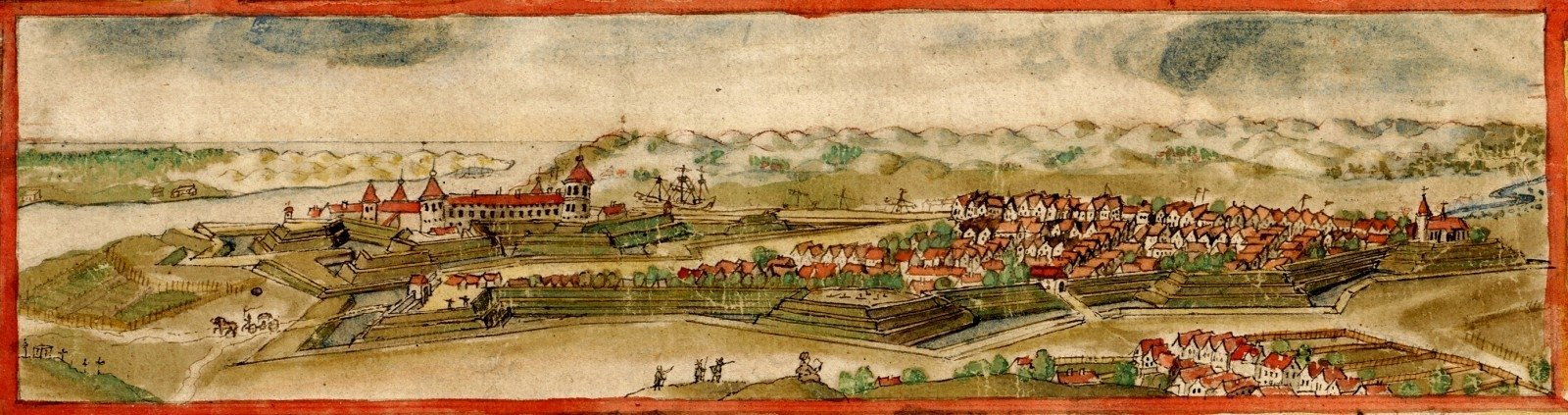
Widok z 1674
Plan twierdzy z 1742 r.
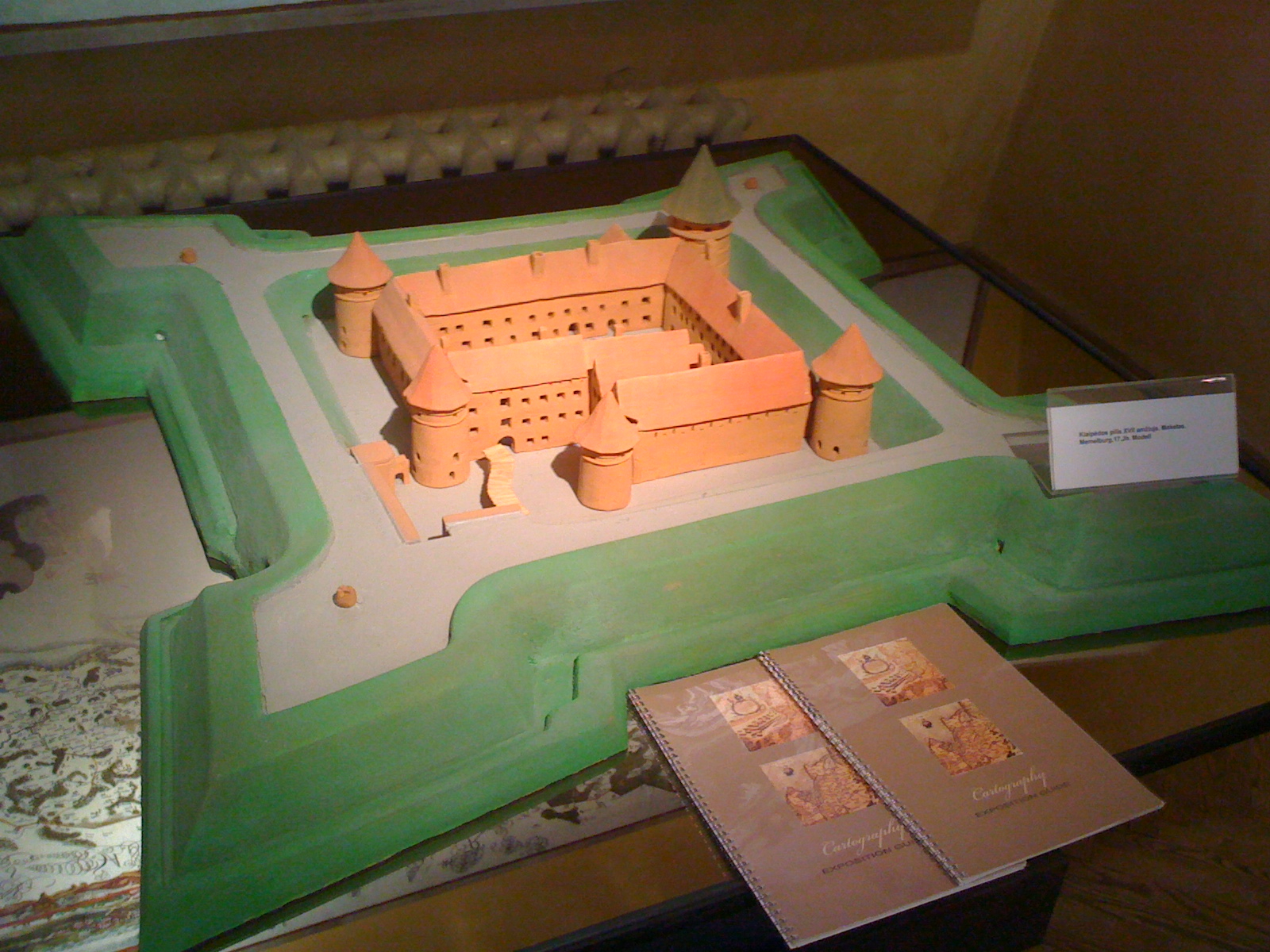
Makieta
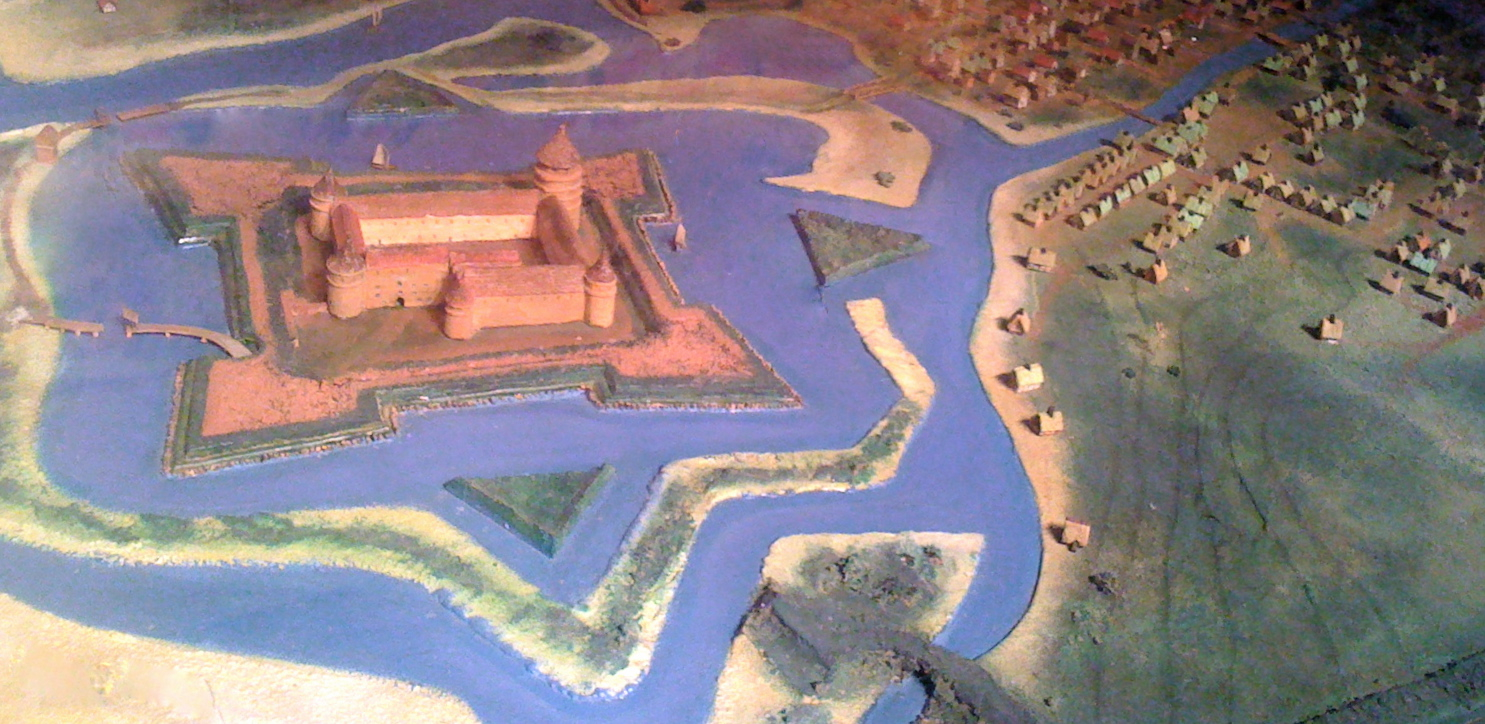
Makieta zamku przed zniszczeniem
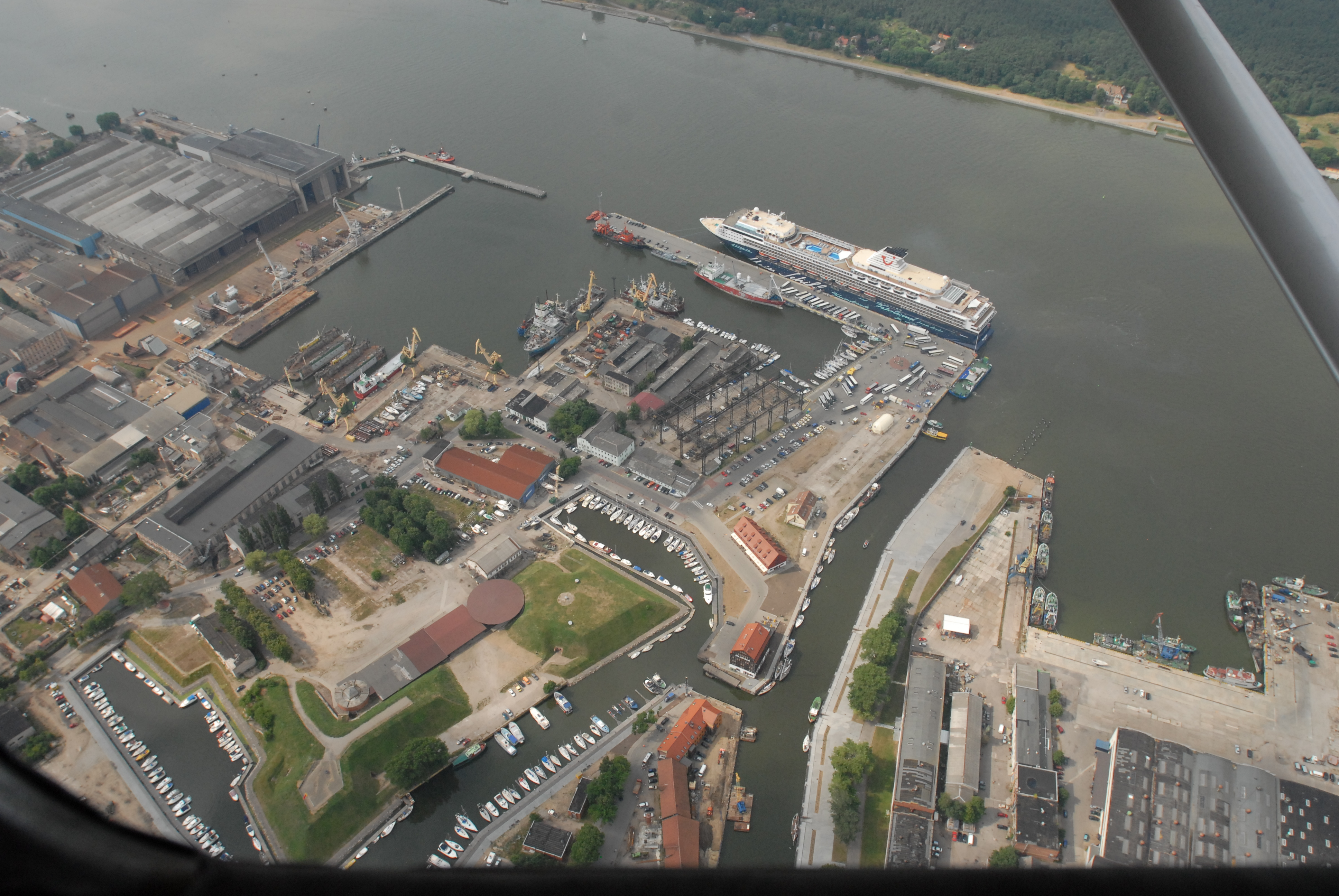